# Mathematische Geodäsie
Mathematische Geodäsie wird als Sammelbegriff für die mathematischen Grundlagen bzw. Methoden der Geodäsie verwendet. Sie wird meist als Teilgebiet der Theoretischen Geodäsie betrachtet, doch ist die Zuordnung in der Fachwelt nicht einheitlich, daher hat sich nunmehr das Wort „Geomathematik“ für die stark mathematisch ausgeprägten Gebiete der Mathematischen Geodäsie eingebürgert.
Die mathematische Geodäsie wendet die Verfahren der Höheren Mathematik auf die geometrischen und physikalischen Probleme der Geodäsie an und benutzt dabei insbesondere die mathematische Statistik und Geometrie. Konkrete Aufgabenbereiche der mathematischen Geodäsie sind unter anderem:
- mathematische Modelle für Messungen und ihre Korrelationen
- Zeitreihen von geodätischen Phänomenen (z. B. der Erdrotation)
- Ableitung von Parametern des/der Erdellipsoide und physikalischer Erdmodelle
- Geodätische Bezugssysteme, geodätisches Datum von Landesvermessungen
- Kartenentwurfslehre und Theorie geodätischer Abbildungen
- Koordinatentransformationen, Geodätische Hauptaufgaben und andere Berechnungen auf Referenzflächen
- Beziehungen zwischen drei- und zweidimensionalen Punktbestimmungen, Höhensysteme
- Reduktion von Messungen wegen Lotabweichungen und Schwereanomalien
- Interpolation und Glättung von Flächen, Prädiktionsrechnung
- astro-geodätische Netzausgleichung, mathematisch-physikalische Kollokation